# Калмыков, Хажмурат Таович
Хажмурат Таович Калмыков  (10 ноября 1925 года — 1 июля 1965 года) — старший табунщик колхоза имени Кирова Эльбрусского района Кабардинской АССР. Герой Социалистического Труда (27.06.1949).

## Биография
Родился 10 ноября 1925 года в с. Заюково Баксанского района в крестьянской семье.
Рано ступил на трудовую дорогу в родном колхозе. Приученный с детства к труду, он работал добросовестно, выполняя и перевыполняя нормы выработки.
Особенно самоотверженно трудился он в годы Великой Отечественной войны: принимал активное участие в сооружении оборонительных укреплений в районе Прохладного, на подступах к селу.
За активное участие в восстановлении колхоза им. Кирова он награждён медалью «За доблестный труд в Великой Отечественной войне 1941—1945 гг.».
В 1951 г. принят в ряды КПСС.
Старший табунщик много сил и энергии отдал восстановлению и дальнейшему развитию колхозного коневодства. Старался использовать богатый опыт старых коневодов, наиболее ценные уроки из прежнего опыта претворял в жизнь. За два года коллектив конефермы добился роста поголовья лошадей в 3 раза.
В первые послевоенные годы Хажмурат Калмыков работал в местном колхозе имени Кирова Эльбрусского района старшим табунщиком по выпасу лошадей кабардинской породы, обладающих исключительной выносливостью. Большое внимание он уделял увеличению и сохранности поголовья животных.
В период жеребости маточный табун он пас на лучших пастбищах, для зимней пастьбы использовал защищенные от ветра участки Гедмыша, которые расположены на южных, хорошо обогреваемых солнцем склонах гор и хорошо защищены от северо-восточных ветров высокой грядой гор. Он вёл постоянное наблюдение за всеми конематками и старался не допускать их исхудания, как только замечал, что какая-нибудь матка в его табуне начала худеть, немедленно выделял её, усиливал подкормку и контролировал, чтобы она полностью съедала установленную ей норму.
По итогам работы в 1948 году Х. Т. Калмыков вырастил при табунном содержании 64 жеребёнка от 64 кобыл, имевшихся на начало года.
Указом Президиума Верховного Совета СССР от 27 июня 1949 года за получение высокой продуктивности в животноводстве в 1948 году Калмыкову Хажмурату Таовичу присвоено звание Героя Социалистического Труда с вручением ордена Ленина и золотой медали «Серп и Молот».
Этим же указом высокого звания были удостоены заведующий колхозным коневодством Т. П. Шогенов и председатель колхоза имени Кирова А. Х. Бирсов.
Не раз выходил победителем в трудовом соперничестве работников коневодства. За высокие показатели в труде он неоднократно удостаивался почетных грамот, дипломов и знаков, много раз становился участником ВДНХ СССР.
Проживал в родном селе Заюково Баксанского района Кабардинской (с 1957 года — Кабардино-Балкарской) АССР.
Умер в 1965 году.

## Награды
- Золотая медаль «Серп и Молот»(27.06.1949)
- Орден Ленина(27.06.1949)
- Медаль «За доблестный труд в Великой Отечественной войне 1941-1945 гг.» (09.06.1945).
- Медаль «За трудовую доблесть»
- Медаль «Ветеран труда»
- медалями ВДНХ СССР:

## Память
- На могиле установлен надгробный памятник.